# Montignez
Montignez (toponimo francese) è una frazione di 243 abitanti del comune svizzero di Basse-Allaine, nel Canton Giura (distretto di Porrentruy).

## Storia

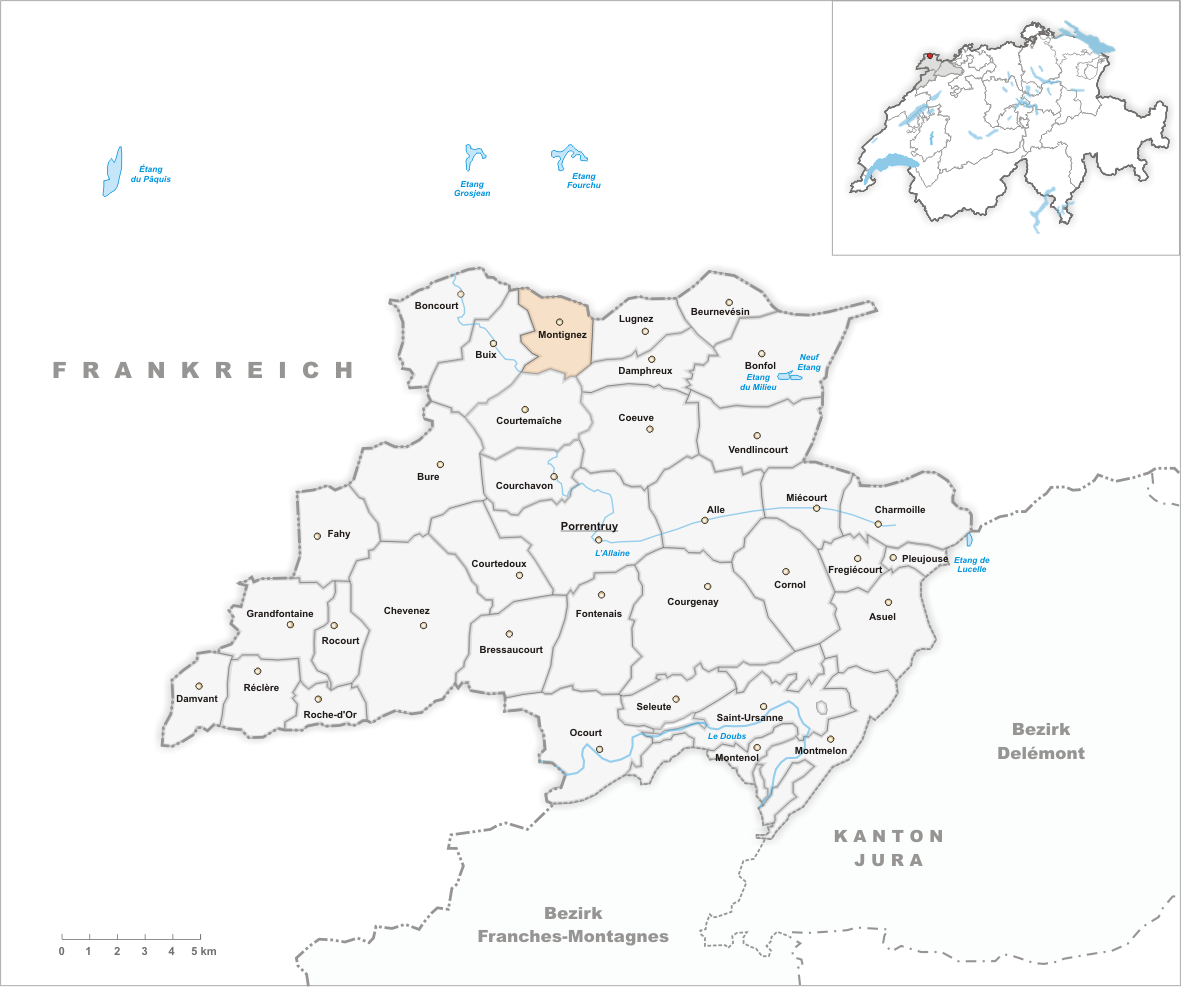
Il territorio del comune di Montignez prima degli accorpamenti comunali del 2009

Già comune autonomo che si estendeva per 5,80 km² e che comprendeva anche la frazione di Grandgourt, il 1º gennaio 2009 è stato accorpato agli altri comuni soppressi di Buix e Courtemaîche per formare il nuovo comune di Basse-Allaine.

## Monumenti e luoghi d'interesse

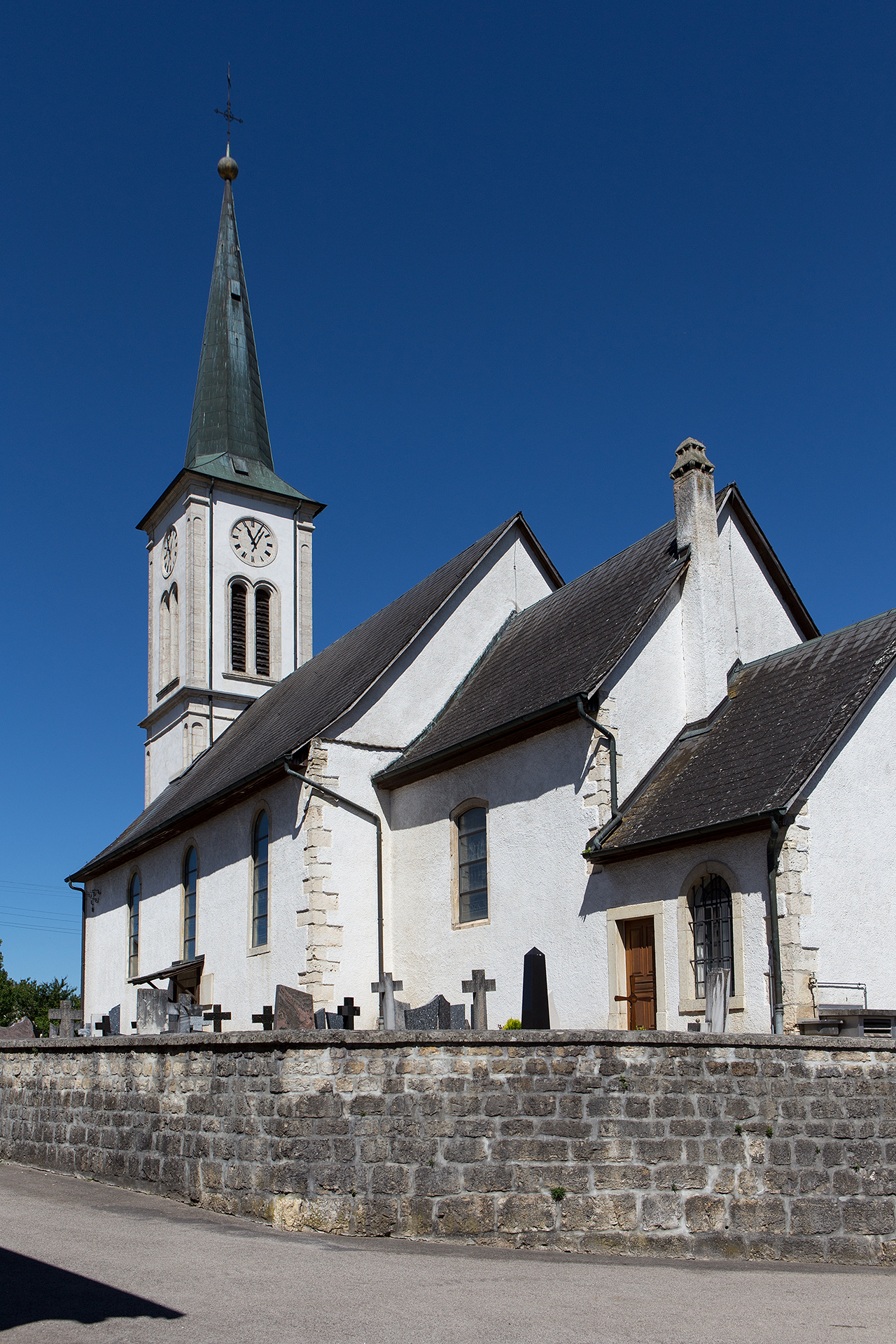
La chiesa cattolica

- Chiesa cattolica, eretta nel XVIII secolo[1].

## Società

### Evoluzione demografica
L'evoluzione demografica è riportata nella seguente tabella:
Abitanti censiti

## Amministrazione
Dal 1836 comune politico e comune patriziale erano uniti nella forma del commune mixte.